# Trevor Ferguson
Pour les articles homonymes, voir Ferguson.
Trevor Ferguson, né le 11 novembre 1947 à Seaforth en Ontario, est un écrivain canadien anglophone. Il vit aujourd'hui dans la région de Montréal.

## Biographie
Né en Ontario, il a trois ans lorsque sa famille déménage à Montréal, où il grandit dans le quartier défavorisé de Parc-Extension. Il est encore adolescent quand il entreprend un long périple dans les régions sauvages des Territoires du Nord-Ouest canadien. Il travaille sur les chantiers de chemins de fer et, la nuit, dans les dortoirs, commence à écrire. Cette période de sa vie servira de base à son roman Train d'enfer (The Timekeeper), paru en 1995.
Dans sa jeune vingtaine, il voyage et travaille en Europe et aux États-Unis, puis rentre à Montréal et devient chauffeur de taxi le jour afin de consacrer ses nuits à l'écriture. Il publie son premier roman, Sous l'aile du corbeau (High Water Chants) en 1977, immédiatement remarqué, mais c'est son deuxième roman, Onyx John (1985), qui lui assure une enviable notoriété.
À partir de 1999, sous le pseudonyme de John Farrow, il publie des romans policiers qui ont pour héros le jeune détective canadien Émile Cinq-Mars.
Comme dramaturge, il est surtout l'auteur de la pièce Le Pont (Long Long Short Long), créée en anglais à Montréal en juin 2002, puis traduite en français et présentée à Montréal au Théâtre Jean-Duceppe en septembre et octobre 2005.

## Œuvre

### Romans
- High Water Chants (1977) Publié en français sous le titre Sous l'aile du corbeau, traduit par Ivan Steenhout, Lachine (Québec), Éditions de la Pleine Lune, coll. « Miroirs » no 42, 2010, 316 pages  (ISBN 978-2-89024-203-6) ; réédition, La Tour-d'Aigues (France), Le Serpent à plumes, 2015, 333 pages  (ISBN 979-1-094-68002-5)
- Onyx John (1985) Publié en français sous le titre Onyx John, traduit par Ivan Steenhout, Paris, Le Serpent à Plumes, coll. « Fiction étrangère », 2001, 342 pages  (ISBN 978-2-842-61263-4) ; réédition, Paris, 10/18, coll. « Littérature étrangère », 2019, 503 pages  (ISBN 978-2-264-06863-7)
- The Kinkajou (1989) Publié en français sous le titre Le Kinkajou, traduit par Ivan Steenhout, Paris, Le Serpent à Plumes, coll. « Fiction étrangère », 2002, 459 pages  (ISBN 978-2-84261-325-9)
- The True Life Adventures of Sparrow Drinkwater (1993) Publié en français sous le titre La Vie aventureuse d'un drôle de moineau, traduit par Jacques Fontaine et Marie-Madeleine Raoult, Paris, Éditions UBU, 2005, 619 pages  (ISBN 2-35197-001-2) ; réédition, Paris, J'ai lu, coll. « Par ailleurs » no 8403, 2007, 603 pages  (ISBN 978-2-290-35346-2)
- The Timekeeper (1995) Publié en français sous le titre Train d'enfer, traduit par Ivan Steenhout, Lachine (Québec), Éditions de la Pleine Lune, 1998, 300 pages  (ISBN 2-89024-121-1) ; réédition, Saint-Laurent, Bibliothèque québécoise, 2000, 349 pages  (ISBN 2-89406-184-6) ; réédition, Paris, Le Serpent à Plumes, coll. « Motifs » no 94, 2000, 375 pages  (ISBN 978-2-84261-164-4) ; réédition, Paris, 10/18, coll. « Littérature étrangère » no 5345, 2018, 355 pages  (ISBN 978-2-264-06864-4)
- The Fire Line (1995) Publié en français sous le titre La Ligne de feu, traduit par Jacques Fontaine et Ivan Steenhout, Paris, Le Serpent à Plumes, coll. « Fiction étrangère », 2000, 330 pages  (ISBN 978-2-842-61216-0) ; réédition, Paris, Le Serpent à Plumes, coll. « Motifs » no 165, 2002, 418 pages  (ISBN 2-84261-397-X)
- The River Burns (2014)

### Romans policiers signés John Farrow

#### SérieÉmile Cinq-Mars
- City of Ice (1999) Publié en français sous le titre La Ville de glace, traduit par Richard Crevier, Paris, Grasset, coll. « Grand format », 2000, 455 pages  (ISBN 2-246-59021-3) ; réédition, Paris, LGF, coll. « Le Livre de poche » no 15382, 2002, 574 pages  (ISBN 2-253-15382-6)
- Ice Lake (2001) Publié en français sous le titre Le Lac de glace, traduit par Richard Crevier, Paris, Grasset, coll. « Grand format », 2002, 426 pages  (ISBN 2-246-62661-7) ; réédition, Paris, LGF, coll. « Le Livre de poche » no 37005, 2004, 574 pages  (ISBN 2-253-09028-X)
- River City (2011)[1] Publié en français sous le titre La Dague de Cartier, traduit par Jean Rosenthal, Paris, Grasset, coll. « Grand format », 2009, 619 pages  (ISBN 978-2-246-68501-2)
- The Storm Murders (2015)
- Seven Days Dead (2016)
- Perish the Day (2017)
- Ball Park (2019)
- Roar Back (2020)
- Lady Jail (2021)

### Pièces de théâtre
- Long Long Short Long (2002) Publié en français sous le titre Le Pont, traduit par Marc Grégoire et Michel Dumont, Lachine (Québec), Éditions de la Pleine Lune, 2010, 272 pages  (ISBN 978-2-89024-170-1)
- Beach House, Burnt Sienna (2002)
- Barnacle Wood (2004)
- Zarathustra Said Some Things, No? (2006)

### Recueil de nouvelles collectif
- Montréal, la marge au cœur, Paris, Éditions Autrement, coll. « Littératures. Romans d'une ville », 2004, 157 pages (textes de Lise Bissonnette, Michael Delisle, Trevor Ferguson et Marie-Sissi Labrèche réunis par Jean Fugère)  (ISBN 978-2746705104)

### Essai
- La Pratique du roman, Montréal, Boréal, 2012, 136 pages (textes de Gilles Archambault, Nadine Bismuth, Trevor Ferguson, Dominique Fortier, Louis Hamelin, Suzanne Jacob, Robert Lalonde et Monique LaRue réunis par Isabelle Daunais et François Ricard)  (ISBN 978-2-764-62153-0)

## Honneurs
- 1996 - Prix Hugh-MacLennan